# Qaraçinar
Qaraçinar è un comune dell'Azerbaigian situato nel distretto di Goranboy. Conta una popolazione di 816 abitanti.